# Sigrid Björkegren
Sigrid Magdalena Lovisa Björkegren, född Kraak den 31 augusti 1845 i Simrishamn, död 11 juni 1936 i Simrishamn, var en svensk redare. Hon var runt sekelskiftet 1900 ägare till Sveriges största segelfartygsrederi Björkegrenska rederiet och i sin samtid landets enda kvinnliga skeppsredare.

## Biografi
Sigrid Björkegren var dotter till stadens borgmästare Folke Kraak och hans hustru Catharina Elisabeth Werngren. I familjen fanns också två bröder och en syster. Sigrid Björkegren kom att stanna i Simrishamn livet ut. De kunskaper som hon senare skulle ha nytta av i företagarrollen förvärvade hon genom att under sin uppväxt- och ungdomstid tjäna som faderns hjälpreda och skrivbiträde. Hösten 1866 gifte hon sig med en av faderns goda vänner, den 25 år äldre redaren Johan Daniel Björkegren. Han hade sedan 1849 tillsammans med sin bror ägt och drivit rederiet L. J. Björkegren & Co. Företaget hade fått sitt namn efter brödernas far, vilken till sin död ägt ett av de mer betydande rederierna i Simrishamn. År 1855 blev Johan Daniel Björkegren ensam ägare till rederiet efter att brodern dött. Från 1850-talet var rederiverksamheten främst inriktad på transporter till England av svensk havre och annan spannmål; på hemresan fraktades engelsk stenkol till Sverige.

### Äktenskap
Efter giftermålet levde Sigrid Björkegren med maken på Björkegrenska gården i Simrishamn med egen hushållerska, fyra pigor och en dräng. I hushållet ingick också en guvernant, en handelsbokhållare och periodvis även ett par mamseller. Men detta var också allt som påminde om ett traditionellt borgerligt kvinnoliv. I det Björkegrenska rederiet arbetade nämligen Sigrid Björkegren sida vid sida med Johan Daniel Björkegren genom hela äktenskapet och familjens leverne var omvittnat enkelt och alldagligt. Maken återfanns vid sidan av rederiverksamheten i åtskilliga sammanhang i stadens offentliga liv där han utövade ett stort inflytande. Han instiftade tillsammans med Sigrid Björkegrens far Simrishamns sparbank där han också verkade som ordförande under lång tid. Han var ordförande i såväl sjömans- som hamndirektionen i Simrishamn, initiativtagare till och ordförande i sjöassuransföreningen Njord och han var också tysk konsultagent i Simrishamn.
Tidigt i äktenskapet föddes i rask takt tre barn: år 1867 dottern Elisabeth, året därpå Anna Maria och år 1869 sonen Lars Johan Folke. I december 1876 drabbades det Björkegrenska hemmet av en familjetragedi då det fjärde barnet, dottern Sigrid, dog endast en vecka gammal. Dottern Elisabeth förblev ogift och bodde kvar på Björkegrenska gården till sin död. Anna Maria gifte sig med Axel Herrlin, professor i psykologi och pedagogik i Lund. Sonen Lars Johan Folke började sin bana som kontorist hos L. J. Björkegren & Co. Därefter flyttade han vidare till Stockholm där han arbetade som kontorschef och spåddes en lysande karriär innan han avled 1901, knappt 32 år gammal.
Under Johan Daniel Björkegrens tid som rederiägare utvidgades rörelsen. Det Björkegrenska rederiet ägde under 1870- och 1880-talet, vid sidan av ett flertal andra båttyper, några barkskepp som avlöste varandra i rollen som Simrishamns största fartyg. Under 1880-talet beräknas omkring 500 personer ha varit beroende av L. J. Björkegren & Co för sin utkomst, fartygsbesättningar med familjer inräknade. Rederiets fartyg gick främst i trafik på Östersjön och Nordsjön men några av barkfartygen korsade också regelbundet Atlanten. Först ut av de senare var barken Sigrid år 1877. Från Amerika hämtades bland annat kaffe, te, harts och guano. När järnvägen nådde Simrishamn år 1892 minskade hamnens betydelse för spannmålstransporter och L. J. Björkegren & Co:s verksamhet inriktades istället på splintvedsfrakter mellan Norrland och England, fortsättningsvis med stenkol och koks i returlasterna.

### Affärsverksamhet
Efter makens död 1898 tog Sigrid Björkegren, i folkmun kallad ”Frun” eller ”Konsulinnan”, själv över rodret i företaget. Hon tog också över ordförandeposten i försäkringsbolaget Njord. Vid Johan Daniel Björkegrens död var rederiet huvudredare för 20 segelfartyg. Åtskilliga av fartygen var nämligen inte helägda av det Björkegrenska rederiet. I en tid då ångfartyg fick alltmer betydelse inom handelssjöfarten var Sigrid Björkegren ägare av Sveriges största segelfartygsflotta och ensam kvinnlig skeppsredare i landet. Särskilt barkskeppen hävdade sig länge väl i konkurrensen med ångfartygen och rederiet upplevde under Boerkriget 1899–1902 en blomstringstid, i likhet med den svenska handelssjöfarten i stort. Antalet fartyg måste ändå minskas med åren, vilket skedde genom försäljningar. Vid tiden för första världskrigets utbrott ägde rederiet bara sex fartyg, alla barkskepp.
Som företagsledare var Sigrid Björkegren känd för sin klokhet i affärer och sina stora kunskaper om fartyg och sjöfart. Hennes ledarskapsstil uppskattades av såväl sjökaptener som fartygsbesättningar och hon var ett omtyckt inslag i Simrishamns stadsliv. Varje dag tog hon en promenad till hamnen där hon inspekterade fartygen och samtalade med allehanda sjöfolk. Hon höll också daglig uppsikt över väderförhållanden för att veta i vilka omständigheter hennes fartyg och besättningar befann sig. För sina sjökaptener och sjömän visade hon genom hela livet en omvittnat uppriktig omtanke. Fartygsförlisningar, som knappast var sällsynta inom rederiet, tog hon mycket hårt. På hennes initiativ infördes inom rederiet regeln att ett och samma fartyg aldrig fick mönstra på mer än en familjemedlem ur en och samma sjömansfamilj: på så vis skulle familjekatastrofer i samband med olyckor i någon mån kunna begränsas. Under hela livet intresserade hon sig för såväl aktiva som pensionerade sjökaptener och sjömän. Sigrid Björkegren meddelade dem ofta sin uppskattning för deras trofasthet och förhörde sig om deras familjer och livssituationer i övrigt. Inte sällan hjälpte hon, med företagets medel, skötsamma och begåvade ungdomar till fartygsbefälsexamen.
När första världskriget bröt ut 1914 var Sigrid Björkegren en ålderstigen kvinna i förhållande till den arbetsbörda rederirörelsen krävde. Haven blev samtidigt mycket osäkra och det var inte längre naturens krafter som i första hand hotade sjöfarten. Den riskfyllda insatsen, räknad i såväl människoliv som fartygslaster, bekymrade henne djupt. I oktober 1915 förliste det av rederiet senast inköpta barkskeppet Wolfe i Nordsjön och 13 besättningsmän omkom. Sigrid Björkegren påverkades starkt av denna förlust, liksom av de liknande öden som genom militära angrepp drabbade flera av det Björkegrenska rederiets nyligen försålda fartyg. Trots att kriget, genom svensk neutral handelssjöfart, öppnade dörrar för lysande affärer valde hon 1916 att lägga ner rederirörelsen.

### Senare liv
Efter att rörelsen upphört levde Sigrid Björkegren tillsammans med dottern Elisabeth på Björkegrenska gården. Mot slutet av livet drabbades Sigrid Björkegren av långvarig sjukdom och blev sängliggande. Dock tog hon fortsatt emot gamla trotjänare i form av sjökaptener och sjömän vid sin sjuksäng för en stunds samtal om gångna tider. Sigrid Björkegren avled 1936. Hon är begravd på Simrishamns gamla kyrkogård.
På initiativ av Sigrid Björkegrens barnbarn Hedvig och Sigrid Herrlin bildades en stiftelse för bevarandet av Björkegrenska gården. Gårdens stora sädesmagasin i fem våningar, uppfört 1848 och lokalt kallat Hafreborg, inrymmer idag Österlens museum.